# The Score - An Epic Journey
The Score - An Epic Journey es el tercer disco de la banda de metal sinfónico Epica. Es la banda sonora de la película neerlandesa Joyride.
Este disco es casi totalmente instrumental, solo se pueden escuchar los coros en algunas canciones. Las únicas canciones en las que se puede oír a Simone Simons cantando son en "Trois Vierges" (versión sin Roy Khan, exvocalista de Kamelot), "Solitary Ground", y "Quietus" (versionada para la película).

## Lista de canciones
1. Vengeance Is Mine - 1:55
2. Unholy Trinity - 3:10
3. The Valley - 2:10
4. Caught In A Web - 4:28
5. Insomnia - 2:09
6. Under The Aegis - 2:50
7. Trois Vierges (Solo Version) - 4:43
8. Mystica - 2:48
9. Valley Of Sins - 5:41
10. Empty Gaze - 2:11
11. The Alleged Paradigm - 2:26
12. Supremacy - 3:22
13. Beyond The Depth - 1:58
14. Epitome - 1:19
15. Inevitable Embrace - 3:53
16. Angel Of Death - 3:30
17. Ultimate Return - 4:50
18. Trois Vierges (Reprise) - 2:07
19. Solitary Ground (Single Version) - 4:09
20. Quietus (score version)